# Talaingod
Talaingod è una municipalità di quarta classe delle Filippine, situata nella Provincia di Davao del Norte, nella Regione del Davao.
Talaingod è formata da 3 baranggay:
- Dagohoy
- Palma Gil
- Santo Niño